# Mateo Nicolau

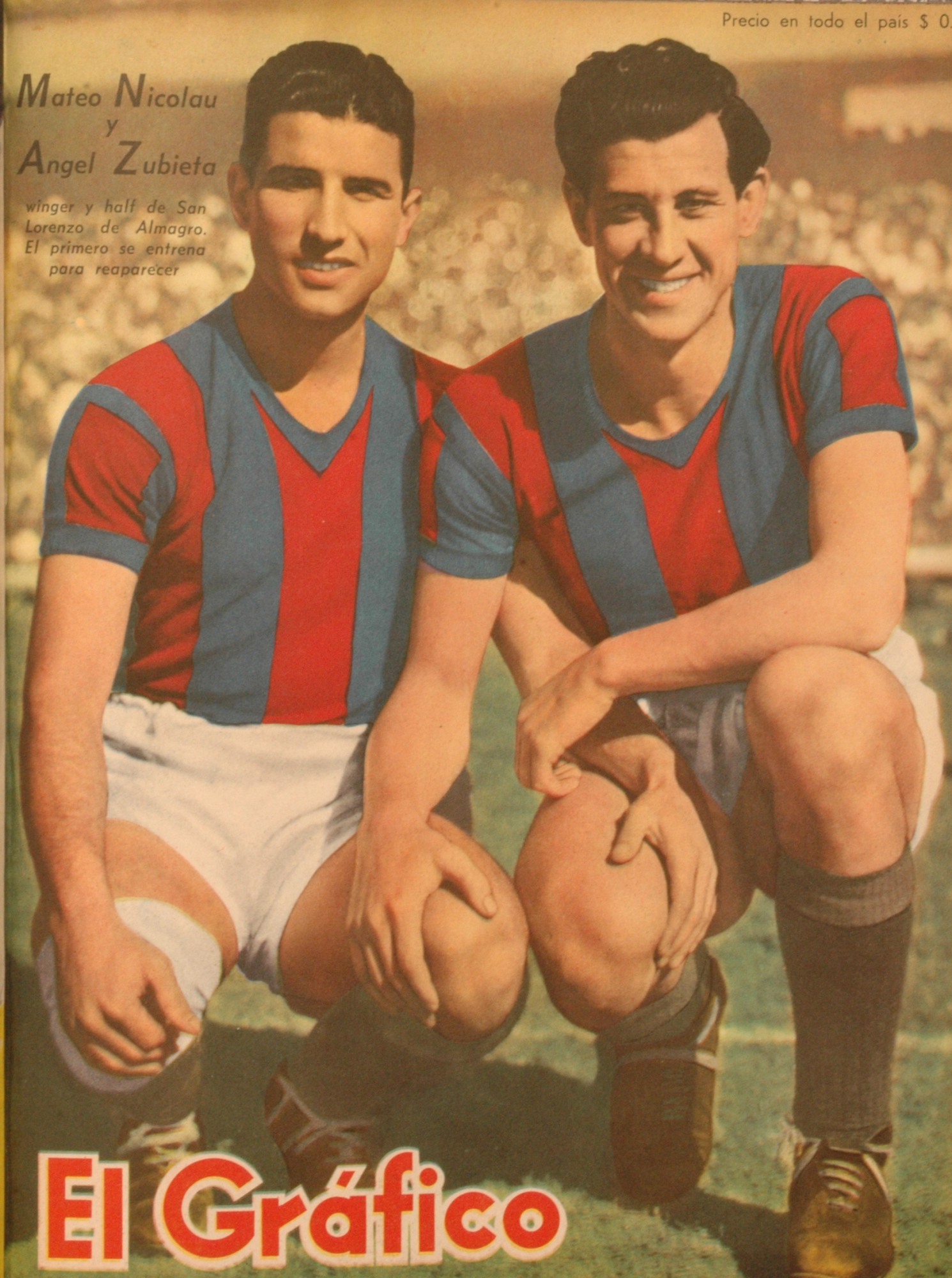
Mateo Nicolau en Ángel Zubieta

Mateo Nicolau (General Picó, 18 augustus 1920) is een voormalig Argentijns voetballer. Hij speelde als aanvaller.
Nicolau kwam in 1948 samen met zijn landgenoot Marcos Aurelio bij FC Barcelona. Hij maakte op 23 september 1950 een hattrick in de klassieker tegen FC Barcelona’s aartsrivaal Real Madrid. De wedstrijd eindigde uiteindelijk in 7-2. In 1952 vertrok Nicolau bij FC Barcelona.